# ديفيد باتريك
ديفيد باتريك (بالإنجليزية: David Patrick) هو مدرب كرة سلة أمريكي، ولد في 21 فبراير 1976 في برمودا في المملكة المتحدة.